# Zdenka Gašparač
Zdenka Gašparač oder Zdenka Gašparac (* 5. Juli 1949 in Zadar) ist eine ehemalige jugoslawische Schwimmerin.

## Sportliche Karriere
Die 1,68 Meter große Zdenka Gašparač war Spezialistin im Rückenschwimmen.
Bei den Olympischen Spielen 1968 in Mexiko-Stadt fand zuerst der Wettbewerb in der 4-mal-100-Meter-Lagenstaffel statt. Zdenka Gašparač, Đurđica Bjedov, Mirjana Šegrt und Ana Boban wurden im Vorlauf disqualifiziert. Über 100 Meter Brust schwamm Gašparač die viertbeste Vorlaufzeit. Im Halbfinale war sie eine Sekunde langsamer und schied als 12. aus. Über 200 Meter Rücken erreichte sie das Finale und belegte den sechsten Platz.
1970 bei den Europameisterschaften in Barcelona erreichte die jugoslawische Lagenstaffel mit Zdenka Gašparač, Đurđica Bjedov, Mirjana Šegrt und Ana Boban das Finale und schlug als Sechste an.
Bei den Olympischen Spielen 1972 in München war Gašparač die einzige Schwimmerin in der jugoslawischen Olympiamannschaft. Über 100 Meter Rücken schwamm sie die 22. Vorlaufzeit. Drei Tage später schied sie über 200 Meter Rücken als 31. der Vorläufe aus.